# Nephrotoma gamma
Nephrotoma gamma är en tvåvingeart som först beskrevs av Enrico Adelelmo Brunetti 1912.  Nephrotoma gamma ingår i släktet Nephrotoma och familjen storharkrankar. Inga underarter finns listade i Catalogue of Life.